# Róbert Petrovický
Róbert Petrovický (* 26. října 1973, Košice, Československo) je jeden z nejúspěšnějších slovenských ledních hokejistů, který působil v NHL, KHL, ve švédské, švýcarské a finské lize. Reprezentoval také svůj stát. Zúčastnil se na 3 ZOH a to na ZOH 1994, ZOH 1998, ZOH 2002. Hokej začal hrát v rodných Košicích. Mezi lety 1993–2007 hrál hlavně v severoamerických a evropských soutěžích, později působil v Česku a na Slovensku.

## Hráčská kariéra
Do české extraligy se vrátil v říjnu 2011, ale tentokrát se upsal Kometě Brno, kde nahradil dlouhodobě zraněného Radima Hrušku. S týmem se dohodl na smlouvě do konce sezony s roční opcí. V základní části odehrál 43 zápasů, ve kterých získal 26 bodů do kanadského bodování (8 branek a 18 nahrávek), v play off odehrál 15 zápasů a získal 7 bodů v kanadském bodování (3 góly a 4 nahrávky). V prvním finálovém utkání s Pardubicemi ho protihráč srazil na mantinel takovým způsobem, že Róbert Petrovický utrpěl otřes mozku a utkání nedohrál. Po skončení sezóny 2011/2012 podepsal s Kometou smlouvu na další sezónu. Poslední tři sezony odehrál za domovskou Duklu Trenčín a po ukončení profesionální hráčské kariéry se stal trenérem.
Od roku 2025 je hlavním trenérem HC Olomouc, předtím strávil několik sezón jako asistent trenéra ve stejném klubu.

## Ocenění a úspěchy
- 1992 ČSHL - Nejlepší hráč v play-off
- 1995 AHL – All-Star Game

## Prvenství

### NHL
- Debut - 6. října 1992 (Hartford Whalers proti Montreal Canadiens)
- První gól - 14. října 1992 (Hartford Whalers proti Ottawa Senators, do prázdné branky)
- První asistence - 24. října 1992 (New York Islanders proti Hartford Whalers)

### ČHL
- Debut - 14. září 2007 (HC Lasselsberger Plzeň proti HC Vítkovice Steel)
- První gól - 21. září 2007 (HC Vítkovice Steel proti HC Slovan Ústečtí Lvi, českému brankáři Petru Přikrylovi)
- První asistence - 25. září 2007 (HC Vítkovice Steel proti HC GEUS OKNA Kladno)

### KHL
- Debut - 22. října 2009 (Dinamo Riga proti HK Sibir Novosibirsk)
- První asistence - 28. října 2009 (HC CSKA Moskva proti Dinamo Riga)
- První gól - 30. října 2009 (Dinamo Riga proti SKA Petrohrad, americkému brankáři Robert Esche)

## Klubová statistika
| Sezóna       | Klub                  | Soutěž       |     | Základní část | Základní část | Základní část | Základní část | Základní část |    | Play off | Play off | Play off | Play off | Play off |
| Sezóna       | Klub                  | Soutěž       | Z   | G             | A             | B             | TM            | Z             | G  | A        | B        | TM       |          |          |
| 1990–91      | ASVŠ Dukla Trenčín    | ČSHL         | 33  | 9             | 14            | 23            | 12            | —             | —  | —        | —        | —        |          |          |
| 1991–92      | ASVŠ Dukla Trenčín    | ČSHL         | 33  | 17            | 25            | 42            | 28            | 13            | 8  | 11       | 19       | 6        |          |          |
| 1992–93      | Hartford Whalers      | NHL          | 42  | 3             | 6             | 9             | 45            | —             | —  | —        | —        | —        |          |          |
| 1992–93      | Springfield Indians   | AHL          | 16  | 5             | 3             | 8             | 39            | 15            | 5  | 6        | 11       | 14       |          |          |
| 1993–94      | Dukla Trenčín         | SHL          | 1   | 0             | 0             | 0             | 0             | —             | —  | —        | —        | —        |          |          |
| 1993–94      | Hartford Whalers      | NHL          | 33  | 6             | 5             | 11            | 39            | —             | —  | —        | —        | —        |          |          |
| 1993–94      | Springfield Indians   | AHL          | 30  | 16            | 8             | 24            | 39            | 4             | 0  | 2        | 2        | 4        |          |          |
| 1994–95      | Springfield Falcons   | AHL          | 74  | 30            | 52            | 82            | 121           | —             | —  | —        | —        | —        |          |          |
| 1994–95      | Hartford Whalers      | NHL          | 2   | 0             | 0             | 0             | 0             | —             | —  | —        | —        | —        |          |          |
| 1995–96      | Springfield Falcons   | AHL          | 9   | 4             | 8             | 12            | 18            | —             | —  | —        | —        | —        |          |          |
| 1995–96      | Detroit Vipers        | IHL          | 12  | 5             | 3             | 8             | 16            | —             | —  | —        | —        | —        |          |          |
| 1995–96      | Dallas Stars          | NHL          | 5   | 1             | 1             | 2             | 0             | —             | —  | —        | —        | —        |          |          |
| 1995–96      | Michigan K–Wings      | IHL          | 50  | 23            | 23            | 46            | 63            | 7             | 3  | 1        | 4        | 16       |          |          |
| 1996–97      | Worcester IceCats     | AHL          | 12  | 5             | 4             | 9             | 19            | —             | —  | —        | —        | —        |          |          |
| 1996–97      | St. Louis Blues       | NHL          | 44  | 7             | 12            | 19            | 10            | 2             | 0  | 0        | 0        | 0        |          |          |
| 1997–98      | Worcester IceCats     | AHL          | 65  | 27            | 34            | 61            | 97            | 10            | 3  | 4        | 7        | 12       |          |          |
| 1998–99      | Tampa Bay Lightning   | NHL          | 28  | 3             | 4             | 7             | 6             | —             | —  | —        | —        | —        |          |          |
| 1998–99      | Grand Rapids Griffins | IHL          | 49  | 26            | 32            | 58            | 87            | —             | —  | —        | —        | —        |          |          |
| 1999–00      | Grand Rapids Griffins | IHL          | 7   | 5             | 3             | 8             | 4             | —             | —  | —        | —        | —        |          |          |
| 1999–00      | Tampa Bay Lightning   | NHL          | 43  | 7             | 10            | 17            | 14            | —             | —  | —        | —        | —        |          |          |
| 2000–01      | Chicago Wolves        | IHL          | 23  | 13            | 10            | 23            | 22            | —             | —  | —        | —        | —        |          |          |
| 2000–01      | New York Islanders    | NHL          | 11  | 0             | 0             | 0             | 4             | —             | —  | —        | —        | —        |          |          |
| 2000–01      | Modo Hockey           | SEL          | 7   | 3             | 2             | 5             | 10            | 7             | 1  | 1        | 2        | 6        |          |          |
| 2001–02      | HC Ambrì-Piotta       | NLA          | 38  | 23            | 23            | 46            | 34            | 6             | 2  | 2        | 4        | 22       |          |          |
| 2002–03      | HC Ambrì–Piotta       | NLA          | 42  | 15            | 20            | 35            | 40            | 4             | 1  | 2        | 3        | 4        |          |          |
| 2003–04      | SCL Tigers            | NLA          | 24  | 7             | 12            | 19            | 12            | —             | —  | —        | —        | —        |          |          |
| 2004–05      | ZSC Lions             | NLA          | 44  | 21            | 29            | 50            | 48            | 15            | 6  | 9        | 15       | 39       |          |          |
| 2005–06      | ZSC Lions             | NLA          | 19  | 5             | 8             | 13            | 14            | —             | —  | —        | —        | —        |          |          |
| 2006–07      | ZSC Lions             | NLA          | 39  | 14            | 17            | 31            | 50            | 7             | 3  | 2        | 5        | 2        |          |          |
| 2007–08      | HC Vítkovice Steel    | ČHL          | 11  | 5             | 4             | 9             | 8             | —             | —  | —        | —        | —        |          |          |
| 2007–08      | Leksands IF           | HAll         | 33  | 10            | 17            | 27            | 36            | 10            | 5  | 4        | 9        | 10       |          |          |
| 2008–09      | HC Vítkovice Steel    | ČHL          | 37  | 5             | 15            | 20            | 47            | —             | —  | —        | —        | —        |          |          |
| 2008–09      | Leksands IF           | HAll         | 6   | 1             | 3             | 4             | 10            | 10            | 0  | 0        | 0        | 4        |          |          |
| 2009–10      | Dukla Trenčín         | SHL          | 4   | 0             | 4             | 4             | 2             | —             | —  | —        | —        | —        |          |          |
| 2009–10      | Dinamo Riga           | KHL          | 34  | 8             | 12            | 20            | 43            | 9             | 0  | 2        | 2        | 10       |          |          |
| 2010–11      | KalPa                 | SM-l         | 13  | 2             | 5             | 7             | 4             | —             | —  | —        | —        | —        |          |          |
| 2010–11      | Dinamo Riga           | KHL          | 20  | 1             | 2             | 3             | 8             | 11            | 1  | 2        | 3        | 6        |          |          |
| 2011–12      | HC Kometa Brno        | ČHL          | 43  | 8             | 18            | 26            | 22            | 15            | 4  | 3        | 7        | 6        |          |          |
| 2012–13      | HC Kometa Brno        | ČHL          | 48  | 9             | 7             | 16            | 20            | —             | —  | —        | —        | —        |          |          |
| 2013–14      | HK Dukla Trenčín      | SHL          | 33  | 6             | 14            | 20            | 8             | —             | —  | —        | —        | —        |          |          |
| 2013–14      | HC Slavia Praha       | ČHL          | 5   | 0             | 1             | 1             | 2             | —             | —  | —        | —        | —        |          |          |
| 2014–15      | HK Dukla Trenčín      | SHL          | 37  | 6             | 17            | 23            | 18            | —             | —  | —        | —        | —        |          |          |
| 2015–16      | HK Dukla Trenčín      | SHL          | 43  | 1             | 19            | 20            | 18            | —             | —  | —        | —        | —        |          |          |
| Celkem v NHL | Celkem v NHL          | Celkem v NHL | 208 | 27            | 38            | 65            | 118           | 2             | 0  | 0        | 0        | 0        |          |          |
| Celkem v AHL | Celkem v AHL          | Celkem v AHL | 206 | 87            | 109           | 196           | 333           | 29            | 8  | 12       | 20       | 30       |          |          |
| Celkem v NLA | Celkem v NLA          | Celkem v NLA | 206 | 85            | 109           | 194           | 198           | 32            | 12 | 15       | 27       | 67       |          |          |

## Reprezentace
| Rok                       | Tým                       | Soutěž                    | Z  | G  | A  | B  | TM |
| ------------------------- | ------------------------- | ------------------------- | -- | -- | -- | -- | -- |
| 1991                      | Československo 18         | MEJ                       | 4  | 1  | 7  | 8  | 4  |
| 1992                      | Československo 20         | MSJ                       | 7  | 3  | 6  | 9  | 10 |
| 1994                      | Slovensko                 | OH                        | 8  | 1  | 6  | 7  | 18 |
| 1995                      | Slovensko                 | MS B                      | 6  | 4  | 7  | 11 | 8  |
| 1996                      | Slovensko                 | MS                        | 3  | 0  | 1  | 1  | 0  |
| 1998                      | Slovensko                 | OH                        | 4  | 2  | 1  | 3  | 0  |
| 2001                      | Slovensko                 | MS                        | 7  | 4  | 2  | 6  | 0  |
| 2002                      | Slovensko                 | OH                        | 4  | 1  | 1  | 2  | 2  |
| 2002                      | Slovensko                 | MS                        | 9  | 1  | 1  | 2  | 4  |
| 2008                      | Slovensko                 | MS                        | 5  | 4  | 2  | 6  | 2  |
| Juniorská kariéra celkově | Juniorská kariéra celkově | Juniorská kariéra celkově | 11 | 4  | 13 | 17 | 14 |
| Seniorská kariéra celkově | Seniorská kariéra celkově | Seniorská kariéra celkově | 40 | 13 | 14 | 27 | 26 |